# Alcippe pyrrhoptera
Az Alcippe pyrrhoptera a madarak osztályának verébalakúak (Passeriformes) rendjébe és a Pellorneidae családjába tartozó faj.

## Rendszerezése
A fajt Charles Lucien Jules Laurent Bonaparte francia természettudós írta le 1850-ben, a Napothera nembe Napothera pyrrhoptera néven.

## Előfordulása
Délkelet-Ázsiában, az Indonéziához tartozó Jáva szigetén honos. A természetes élőhelye a szubtrópusi vagy trópusi síkvidéki- és hegyi esőerdők. Állandó, nem vonuló faj.

## Megjelenése
Testhossza 14,5-15 centiméter.

## Életmódja
Rovarokkal táplálkozik.